# Ceppe
Le ceppe (più propriamente maccheroni con le ceppe) sono un tipo di pasta all'uovo tipiche della provincia di Teramo, in particolare di Civitella del Tronto. Sono una sorta di bucatini corti 8–10 cm, ottenuti arrotolando la pasta (farina, acqua, uova) intorno a un bastoncino di legno, la ceppa appunto. Con il tempo, per metonimia, con il termine ceppa si è passati ad indicare non solo lo strumento, ma il tipo di pasta stesso. Fa parte dei Prodotti agroalimentari tradizionali abruzzesi.
All'originale ceppa in legno è andata via via sostituendosi un sottile ferro in acciaio inox.

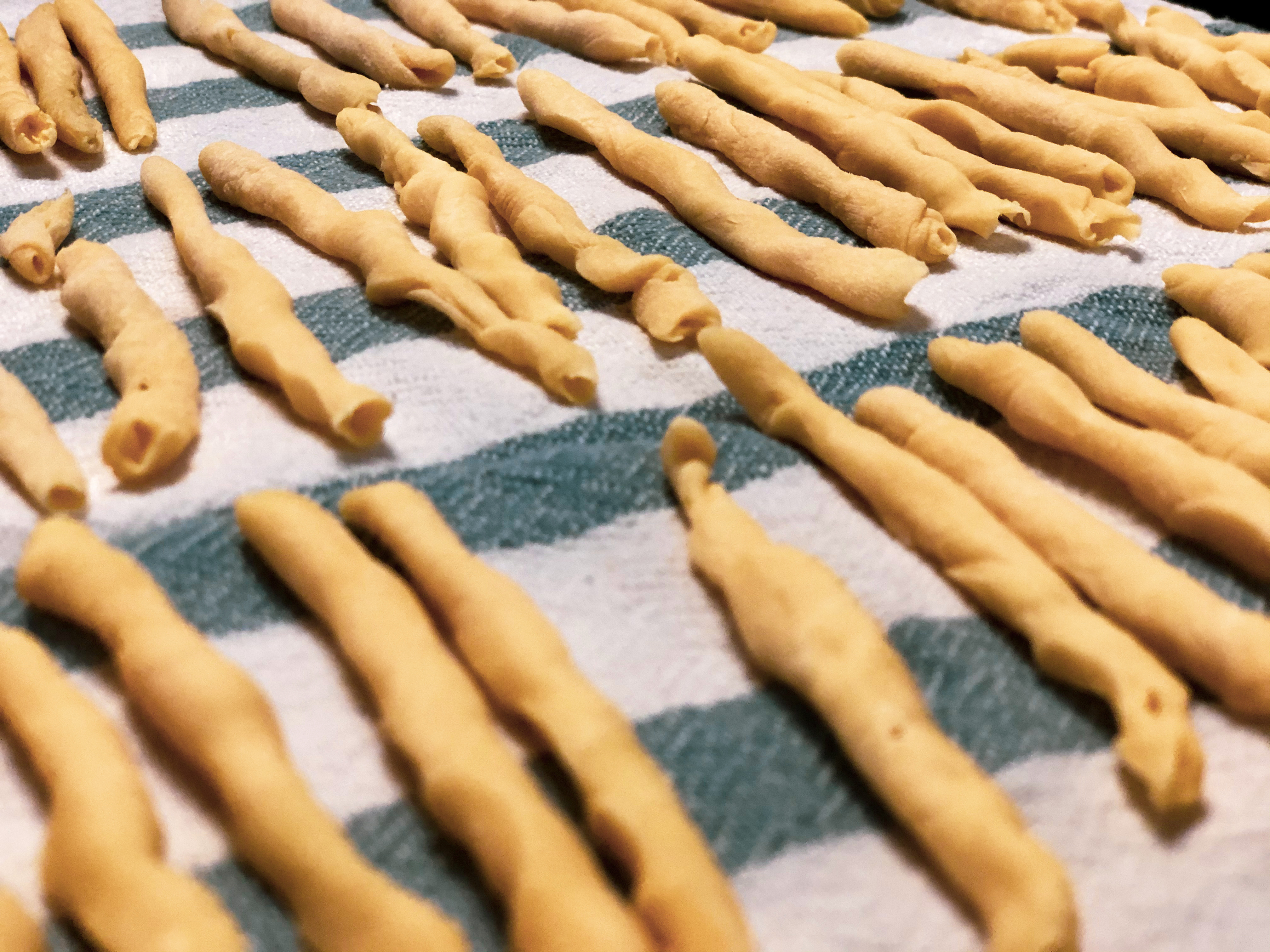
Ceppe fatta in casa